# 塞卡凱

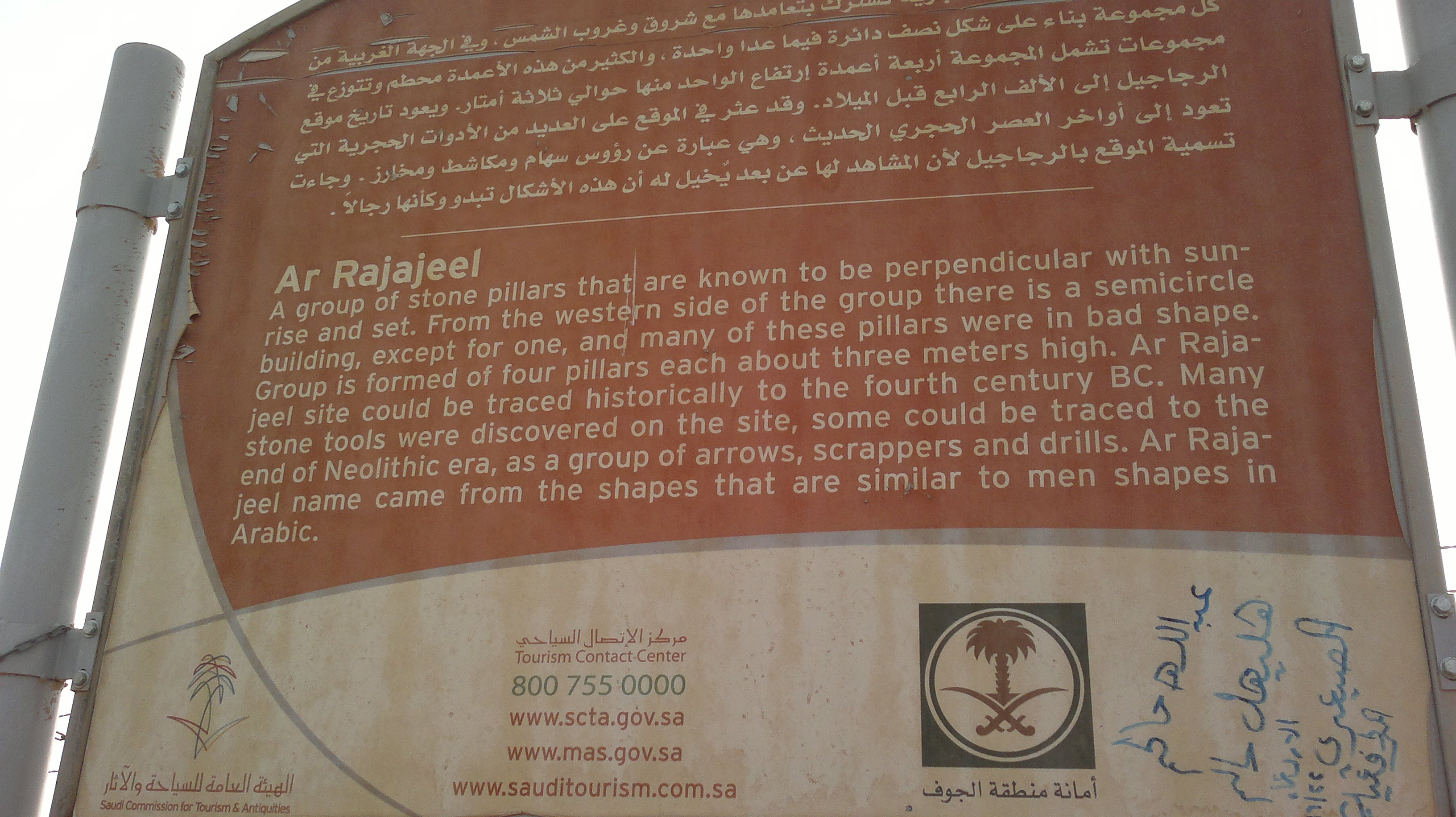

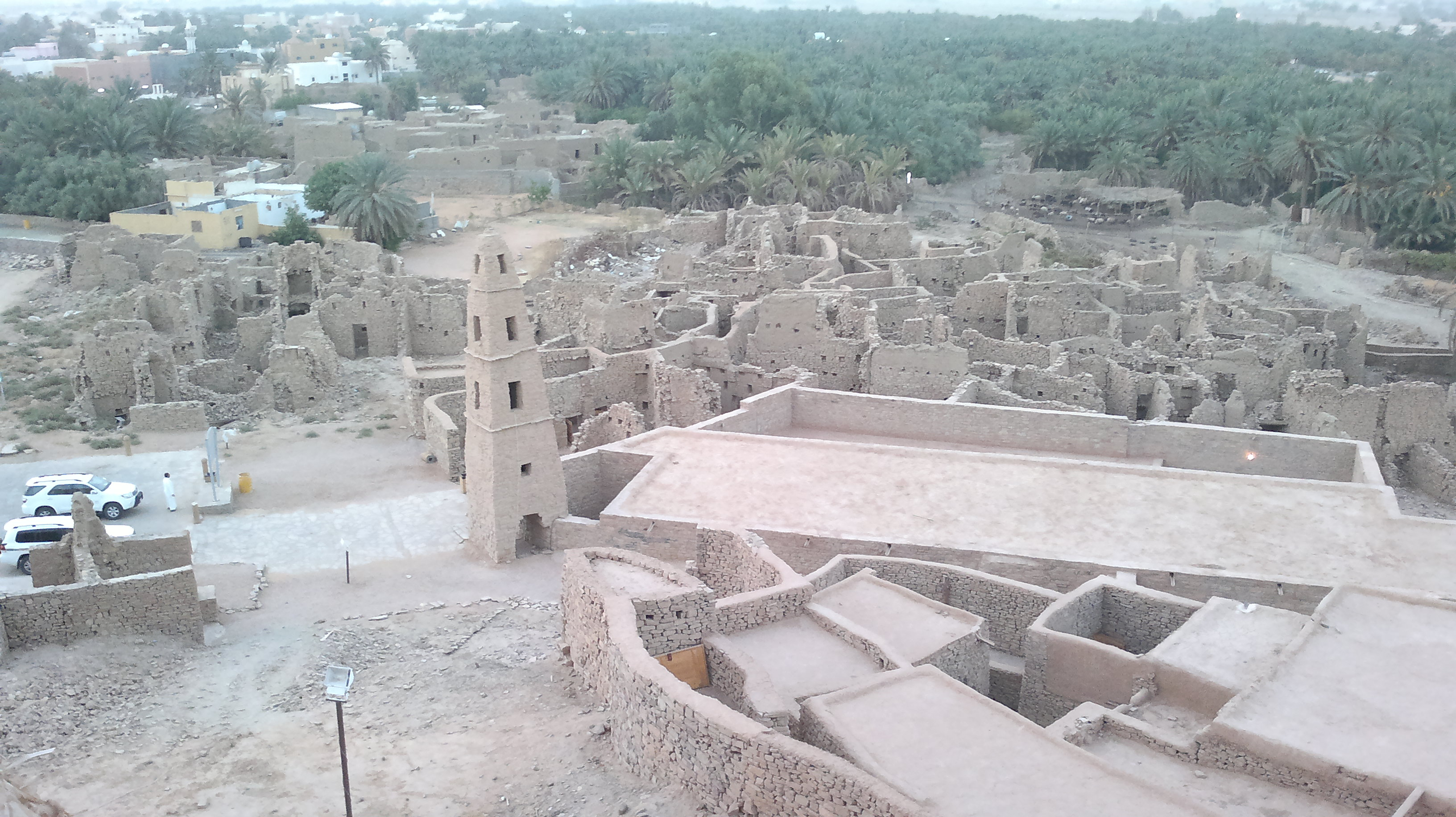

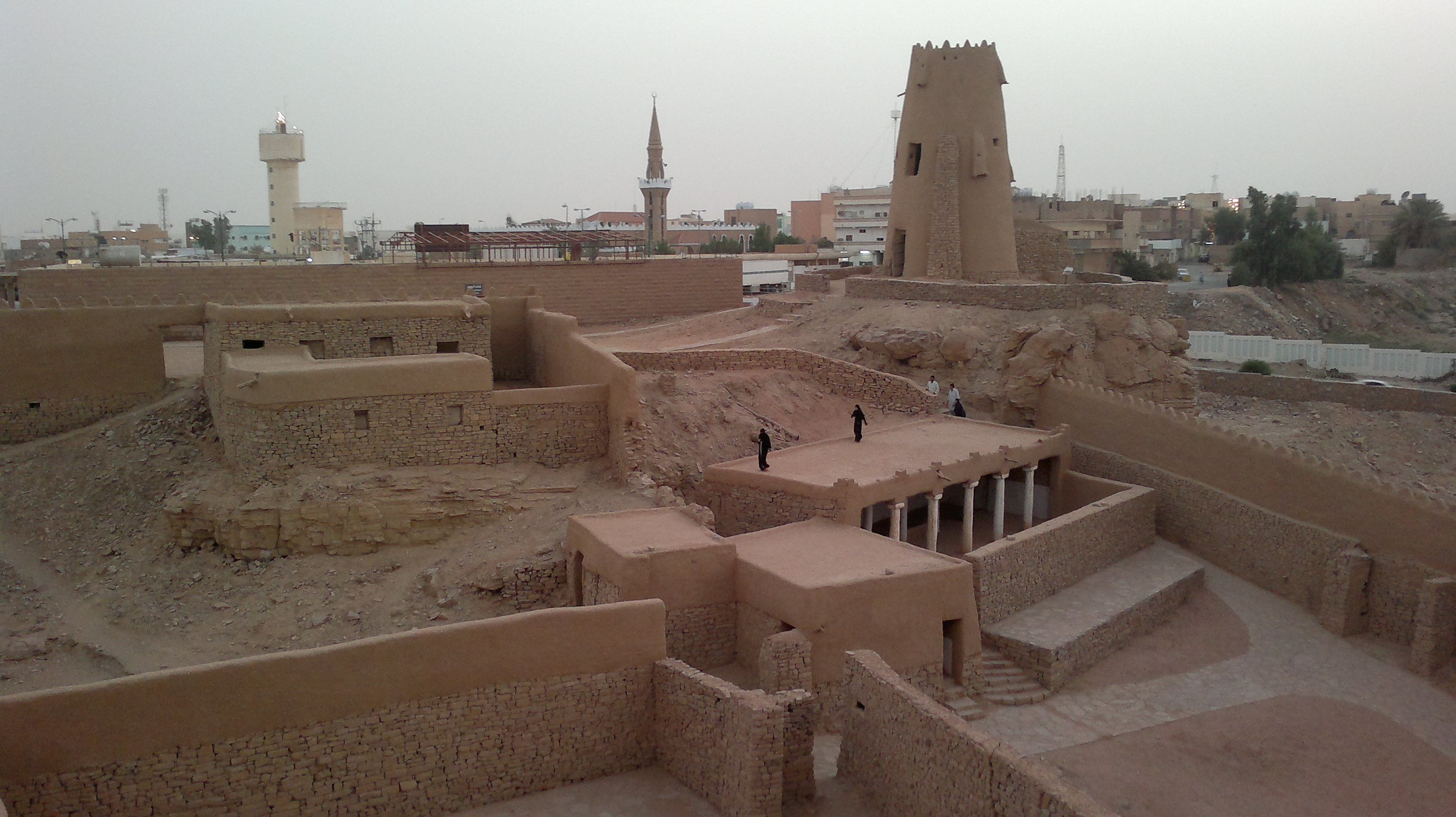

塞卡凱是沙特阿拉伯的一個綠洲城市，也是焦夫省的首府，位於內夫得沙漠以北，海拔高度566米，主要經濟活動是種植棗類和橄欖，2022年人口204,174。
塞卡凱所在地原是阿拉伯商隊路線行經的地點，近年則因應沙烏地阿拉伯政府對經濟較為貧困的北方地區投資而得到快速的發展。市內其中一項代表性建設為2005年創立的焦夫大學，至今仍是焦夫地區唯一的大學。
焦夫機場位於該市，市內並有沙烏地阿拉伯鐵路利雅德─古拉雅特線以及80號公路經過。

## 外部連結
- A travel through the province of Al Jouf （页面存档备份，存于）, Splendid Arabia: A travel site with photos and routes